# عباس أباد يك (نغار بردسير)
عباس أباد يك (بالفارسية: عباس‌آباد 1) هي مستوطنة تقع في إيران في البلدة المركزية.